# خط عرض 30° جنوب
خط عرض 30° جنوب هي إحدى دوائر العرض الجغرافية، وهي دوائر وهمية تحيط بالكرة الأرضية، وموازية لخط الاستواء، وتتميز هذه الدائرة بأن الأراضي الواقعة عليها تنتمي للمنطقة المدارية الحارة.

## حول العالم
خط عرض 30° جنوب يبدأ من خط الزوال الأولي ويتجه شرقا ويمر عبر:
| الإحداثيات                           | البلد أو الإقليم أو البحر | ملاحظات |
| ------------------------------------ | ------------------------- | --- |
| 30°0′S 0°0′E / 30.000°S 0.000°E      | المحيط الأطلسي            | |
| 30°0′S 17°9′E / 30.000°S 17.150°E    | جنوب إفريقيا              | كيب الشمالية فري ستيت |
| 30°0′S 27°14′E / 30.000°S 27.233°E   | ليسوتو                    | |
| 30°0′S 29°1′E / 30.000°S 29.017°E    | جنوب إفريقيا              | كوازولو ناتال - مرورا بجنوب ديربان                                                                                                 |
| 30°0′S 30°57′E / 30.000°S 30.950°E   | المحيط الهندي             | |
| 30°0′S 114°57′E / 30.000°S 114.950°E | أستراليا                  | أستراليا الغربية جنوب أستراليا نيوساوث ويلز                                                                                        |
| 30°0′S 153°13′E / 30.000°S 153.217°E | المحيط الهادئ             | Passing between islands in the جزر كرماديك chain, نيوزيلندا                                                                        |
| 30°0′S 71°24′W / 30.000°S 71.400°W   | تشيلي                     | إقليم كوكيمبو |
| 30°0′S 69°55′W / 30.000°S 69.917°W   | الأرجنتين                 | سان خوان (محافظة) لا ريوخا (محافظة) كاتاماركا (محافظة) قرطبة (محافظة) محافظة سانتياغو ديل استيرو سانتا في (محافظة) محافظة كوريينتس |
| 30°0′S 57°20′W / 30.000°S 57.333°W   | البرازيل                  | ريو غراندي دو سول - مرورا عبر بورتو أليغري                                                                                         |
| 30°0′S 50°7′W / 30.000°S 50.117°W    | المحيط الأطلسي            | |